# Need for Speed II
Need for Speed II е втората игра от поредицата Need for Speed. Тя е разработена от EA Canada и издадена от Electronic Arts. Излиза на 30 март 1997 г. за Плейстейшън и 30 април 1997 г. за персонален компютър. За разлика от първата част The Need for Speed, в тази няма полицаи, а реалистичното поведение на автомобилите е отстъпило място на аркадния геймплей.

## Геймплей
В играта има три различни вида състезания – единично състезание, турнир и нокаут състезание. В единичното състезание играчът може сам да определи с каква кола да се състезава противникът, докато при другите два вида играчът се състезава срещу всички други автомобили. В един турнир играчът се състезава на всички писти подред и печели точки в зависимост от класирането си, а след спечелването му се отключва бонус автомобил. Нокаут състезанията също се провеждат на всички писти, а най-бавният във всяко състезание отпада, докато на последното състезание не останат само двама. Спечелването на нокаут състезанията води до отключване на една бонус писта.
За първи път в поредицата играчът може да прави пормени по автомобила си – да сменя цвета, нивото на притискане отпред и отзад, разпределението на натиска на спирачките и разпределението на скоростите. За да бъдат характеристиките на автомобилите максимално реалистични, разработчиците на играта са работили в сътрудничество с производителите на автомобилите.
Освен сингъл плейър, играта може да се играе и в мултиплейърен режим – двама играчи на разделен екран или двама до осем през LAN, модем или серийна връзка. Има и два стила на игра – аркаден, който улеснява управлението на автомобила, и симулация, която е по-реална.
Подобно на първата част от поредицата, тук също има меню с детайлна информация за характеристиките и историята на автомобилите, техни снимки и видеа. Освен това има и 360-градусови панорамни снимки на интериора на автомобилите.
Посредством кодове могат да бъдат избрани и други режими на игра – например „психо режим“, в който противниците преследват играча и се опитват да го изблъскат от пистата.

## Автомобили
За първи път в поредицата освен автомобили в серийно производство, има и прототипи. Това са Лотус Елис GT1, Италдизайн Кала, Форд GT90 и Форд Индиго, като последния е бонус автомобил и се отключва след спечелване на турнира. Автомобилите в Need for Speed II са:
Клас А
- Лотус Елис GT1
- Макларън F1
- Ферари F50
- Форд GT90

Клас В
- Исдера Комендаторе 112i
- Форд Индиго (бонус автомобил)
- Ягуар XJ220

Клас С
- Италдизайн Кала
- Лотус Есприт V8

- Исдера Комендаторе 112i
- Италдизайн Кала
- Лотус Елис GT1
- Лотус Есприт V8
- Макларън F1
- Ферари F50
- Форд GT90
- Ягуар XJ220

Последством въвеждането на кодове, играчът може да се състезава и с автомобилите, използвани като трафик в играта, например Ауди quattro, Ситроен 2CV, БМВ 530i, Тойота Ландкрузер, училищен автобус и др. Освен това може да се „карат“ и части от инвентара на пистите – тиранозавър, дървен щанд и др.

## Писти
Всичките писти в играта са затворени:
- Proving Grounds – овална тест-писта
- Outback – в Австралия, включва градска и пустинна обстановка, както и забележителности на Сидни – Опера Хаус и Харбър Бридж
- North Country – в Западна Европа, базирана на Германия и Холандия
- Pacific Spirit – в Канада, минава през град и национален парк, включва забележителности на Ванкувър – Лайънс Гейт Бридж, СкайТрейн и БиСи Плейс
- Mediterraneo – в Гърция на брега на Средиземно море
- Mystic Peaks – заснежена писта в Непал, вкючваща много проходи и тунели
- Monolithic Studios (бонус) – във филмовите студиа в Холивуд

## Саундтрак
Саундтракът на играта включва рок и техно парчета, композирани от Ром Ди Приско. Саундтракът е конципиран така, че на всяка писта съответстват по две изпълнения, включващи специфични инструменти и мотиви, свързани с локацията на пистата. От менюто играчът може да включи т.нар. „интерактивна музика“ – тя реагира на специфични моменти от състезанието – катастрофа, бавно шофиране, заемане на първа позиция, преминаване през определени участъци от пистата.

## Системни изисквания
- CPU: Pentium 90 MHz (препоръчително: 166 MHz)
- RAM: 16 MB
- CD-ROM: 4x
- DirectX 3.0
- Място на твърдия диск: 10 MB

## Критика
Играта получава главно позитивни отзиви. Сред достойнствата ѝ се отбелязват „лесната инсталация, реалистичните звукове ефекти, интерфейсът и музиката“, както и „по-свежата графика, по-гладката анимация, по-богатите цветове и по-добрите детайли в сравнение с първата част от поредицата“ Като най-големи недостатъци се определят „по-малкия реализъм и по-лесния геймплей в сравнение с първата част“, „рязкото управление и слабата графика“, „сравнително непознатите автомобили“, „високите системни изисквания за игра с максимални настройки“.
GameRankings, сайт, който събира оценки за игри от онлайн и офлайн източници и ги осреднява, дава оценка 68,25%. Британското списание Computer and Video Games поставя оценка 7,8/10, GameSpot – 7/10, IGN – 6/10

## Need for Speed II: Special Edition
По подобие на първата част, на Need for Speed II също излиза специално издание – на 6 ноември 1997 г. в САЩ и на 2 януари 1998 г. в Европа и Япония. Тя включва хардуерна графична акселерация 3dfx, една нова писта – Last Resort (същетаваща мотиви от Централна и Южна Америка, джунгли, пирамиди и вулкан), три нови автомобила – Италдизайн Наска С2 (клас В), Форд Мустанг и Ферари 355 F1 (клас С) и три нови бонус автомобила – Tombstone, Bomber BFS и FZR 2000.